# Robert Theodore Clausen
Robert Theodore Clausen ( 26 de diciembre de 1911-31 de diciembre de 1981 ) fue un botánico y pteridólogo estadounidense. Viajó por todo EE. UU. y México investigando el género Sedum (Crassulaceae) y también fue curador del Herbario Wiegand de la Universidad de Cornell, durante 23 años.

## Algunas publicaciones
- 1939.  Comstock Pub. Associates
- 1950. Description of a Sedum from the Sierra Madre Oriental of Mexico. J. Cac. & Sue. Soc. Amer. 22 (3): 86-89
- 1959. Sedum of the trans-Mexican volcanic belt: an exposition of taxonomic methods. Ithaca, Comstock Publ. Associates

### Libros
- 1975.  Sedum of North America North of the Mexican Plateau. Ed. Cornell University Press. 742 p. ISBN 0-8014-0950-0
- 1959.  Checklist of the vascular plants of the Cayuga Quadrangle. Ed. Comstock Pub. Associates. 380 p.
- 1937.  A monograph of the Ophioglossaceae. Ed. Literary Licensing, LLC, 178 p. ISBN 1258657538, ISBN 9781258657536

## Honores
- 1955 obtiene una beca Guggenheim.

- La abreviatura «R.T.Clausen» se emplea para indicar a Robert Theodore Clausen como autoridad en la descripción y clasificación científica de los vegetales.[3]